# Novaculops

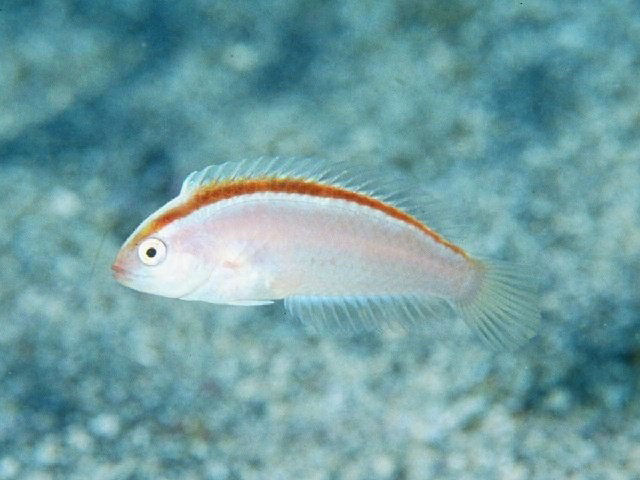
Novaculops halsteadi

Novaculops Schultz, 1960 è un genere di pesci di acqua salata appartenenti alla famiglia Labridae.

## Distribuzione
Provengono dall'oceano Indiano e dall'oceano Pacifico.

## Descrizione
Presentano un corpo compresso lateralmente, alto e non allungato, con la testa dal profilo schiacciato. La livrea di alcune specie è sgargiante, di un rosso intenso, altre invece sono meno appariscenti e tendono al grigiastro.

## Tassonomia
In questo genere sono riconosciute 7 specie, di cui alcune erano comprese in precedenza nel genere Xyrichtys:
- Novaculops alvheimi Randall, 2013
- Novaculops compressus Fukui, 2020
- Novaculops halsteadi (Randall & Lobel, 2003)
- Novaculops koteamea (Randall & Allen, 2004)
- Novaculops pastellus (Randall, Earle & Rocha, 2008)
- Novaculops sciistius (Jordan & Thompson, 1914)
- Novaculops woodi (Jenkins, 1901)

## Conservazione
Nessuna specie è classificata come a rischio dalla lista rossa IUCN, anche se N. alvheimi non è valutato e N. sciistius e N. koteamea sono classificati come "dati insufficienti" (DD).